# Шантоу
Шантоу е град в провинция Гуандун (Кантон), Южен Китай. Населението му е 4 971 900 жители (2006 г.), а площта 2064 кв. км. Основната етническа група в града подобно на други големи китайски градове e ханските китайци. Пощенските му кодове са 515000, 515041, а телефонния 754. Градът разполага с университет.

## История
В най-ранната си история градът е бил рибарско селище. През 19 век Шантоу става едно от пристанищата с които се подписва договор между китайците и Западът, което го прави една от първоначалните специални икономически зони на страната. Към наши дни градът не успява да се развие подобно на някои други китайки градове като Шънджън и Джухай.